# Johannes Menge
Johannes Menge (* 24. Januar 1788 in Steinau an der Straße; † Mitte Oktober 1852 zwischen Melbourne und Forrest Creek, Australien) war ein deutscher Mineraloge, der die ersten Bodenschätze in Australien entdeckte.

## Leben
Menge entstammte einer bäuerlichen Familie. Von seiner früh verstorbenen Mutter übernahm er deren Frömmigkeit. Er besuchte bis zum Alter von 13 Jahren die örtliche Dorfschule und wurde danach bereits auf einem benachbarten Gutsbetrieb als Lehrer beschäftigt. Prägend war seine Tätigkeit für den Mineralogen Karl Cäsar von Leonhard, für den er als 17-Jähriger in Hanau als Laufbursche zu arbeiten begann und der ihn in die Mineralogie einführte. Leonhard, der damals in Hanau mit Steinsammlungen handelte, nahm ihn bald als Teilhaber auf. Die im Selbststudium erarbeiteten naturwissenschaftlichen Kenntnisse und seine ersten Schriften erregten die Aufmerksamkeit naturwissenschaftlicher Kreise und Menge wurde in die Senckenberg Gesellschaft für Naturforschung aufgenommen. Als sein Partner Leonhard 1816 einen Ruf auf einen Lehrstuhl an der Universität München erhielt, erwarb Menge dessen Mineraliensammlung und dessen Anteile an dem gemeinsamen Geschäft in Hanau und führte es allein fort. Im Sommer 1819 durchreiste er Island und brachte von dort einen Schatz an isländischen Mineralien mit.
Etwa 1819 fühlte er sich durch den Ruf des reformierten Lübecker Predigers Johannes Geibel so angezogen, dass er mit Familie und Geschäft nach Lübeck umzog und Aufnahme in dessen Kreise fand. Von hier aus brach er zu seiner ersten Forschungsreise nach Island auf. Er untersuchte dort die Geysire und schickte von dort Kollektionen von Gesteinen und Mineralien an sein Geschäft in Lübeck. 1825 bis 1826 führte ihn seine zweite Forschungsreise nach Russland, wo er Alexander von Humboldt und Gustav Rose traf. Er befasste sich dort mit Platinvorkommen, sandte wiederum Mineralien für sein Geschäft nach Lübeck. In einer Mineraliensammlung in Miask entdeckte den, 1783 erstmals beschriebenen, bis dahin dort unbeachteten Zirkon. Das veranlasste ihn zu einer Reise in die Fundregion des Ilmengebirges. Henry James Brooke benannte zu dessen Ehren ein Mineral Mengit, was sich jedoch mit dieser Bezeichnung in der Mineralogie nicht erhalten hat.
In Sibirien begann er mit dem Studium von Sprachen des Orients. Bald nach seiner Rückkehr nach Lübeck brach er 1827 erneut auf, diesmal nach Paris, wo er seine Kenntnisse der chinesischen, persischen und arabischen Sprache vertiefte und ein chinesisches Wörterbuch bearbeitete.
Seine Frau verstarb 1830. Dies veranlasste ihn, sein Geschäft in Lübeck aufzulösen und mit den drei Söhnen nach London umzusiedeln. In London gab er Sprachunterricht und arbeitete als Übersetzer für die Bibelgesellschaft British and Foreign Bible Society. Gedruckt wurde seine Übersetzung der englischen Liturgie in das Chinesische. Seine drei Söhne studierten Theologie in Basel und traten alle in den Dienst der Anglikanischen Kirche. In London lernte er den Politiker und Initiator der South Australian Company George Fife Angas kennen, der ihm die neuen Möglichkeiten in Australien näher brachte. Beide blieben zeitlebens in freundschaftlichem Kontakt.
1836 beauftragte ihn durch Vermittlung von George Fife Angas die South Australian Company in Australien Kohlelagerstätten zu erforschen. Auf der Känguru-Insel entdeckte er unmittelbar nach seiner Ankunft Kohlenvorkommen und begann mit deren Ausbeutung. Er erkannte bald den mineralischen Reichtum Australiens. Der damalige erste Gouverneur von South Australia John Hindmarsh hielt sein Verzeichnis der Lagerstätten jedoch zurück und schenkte ihm keinen Glauben. Menge durchstreifte noch 16 Jahre zu Fuß Australien. Er starb auf einer Wanderung von Melbourne nach Forrest Creek, das heutige Castlemaine, und wurde Mitte Oktober 1852 in seinem Zelt tot aufgefunden.
Seine Feldstudien gehören zu den ersten geologischen Arbeiten auf dem australischen Kontinent und sie bildeten einen historischen Ausgangspunkt, der zur Gründung des Geological Survey of South Australia beitrug.

## Schriften
- Winke für die Würdigung der Mineralogie als Grundlage aller Sachkenntniß, 1819
- Beiträge zur Erkenntniß des göttlichen Werkes, göttlichen Wortes, göttlichen Ebenbildes, 5 Hefte, Lübeck 1822
- Mineral Kingdom of South Australia, 1840